# 福雷昂康布雷西
福雷昂康布雷西（法語：Forest-en-Cambrésis）是法国北部-加来海峡大区诺尔省的一个市镇，属于埃尔普河畔阿韦讷区朗德勒西县。该市镇2009年时的人口为565人。

## 人口
福雷昂康布雷西人口变化图示
| 数据来源：INSEE |